# Bảng chữ cái Lào
Bảng chữ cái Lào, chữ Lào hay Akson Lao (tiếng Lào: ອັກສອນລາວ; phát âm tiếng Lào: [ʔák.sɔ̌ːn láːw], ắc-xỏn Láo) là bảng chữ cái chính thức được sử dụng để viết tiếng Lào và các ngôn ngữ thiểu số khác ở CHDCND Lào.
Điều 89 của Hiến pháp sửa đổi năm 2003 của nước Cộng hòa Dân chủ Nhân dân Lào khẳng định vị thế Quốc tự của bảng.
Chuyển tự tiếng Lào sang ký tự Latin được Ủy ban Quốc gia Lào về Địa danh (Lao Commission Nationale de Toponymie) đưa ra quy cách vào khoảng năm 1960, và được các cơ quan đồ bản Anh - Mỹ sử dụng trong lập bản đồ. Quy cách này hiện được kế thừa sử dụng .

## Lịch sử
Chữ viết Lào có nguồn gốc địa phương từ chữ Khmer của Angkor  với ảnh hưởng bổ sung từ chữ Môn (Miến Điện). Cả tiếng Khmer và tiếng Môn cuối cùng đều bắt nguồn từ hệ thống chữ viết Brahmi của Ấn Độ . Chữ viết Lào được chuẩn hóa từ từ ở thung lũng sông Mekong sau khi các nhóm người Thái khác nhau trong khu vực được hợp nhất dưới thời Lan Xang vào thế kỷ 14. Nó đã ít thay đổi kể từ khi ra đời và tiếp tục được sử dụng ở các vùng nói tiếng Lào của Lào và Isản ngày nay . Mặc dù hệ thống chữ Thái tiếp tục phát triển, nhưng cả hai hệ thống chữ viết vẫn có những điểm tương đồng. Tuy nhiên, điều này ngày nay ít rõ ràng hơn do đảng cộng sản đã đơn giản hóa cách viết thành ngữ âm và bỏ bớt các chữ cái phụ được sử dụng để viết các từ có nguồn gốc Pali và tiếng Phạn.
'Chữ Tai Noi (còn được đánh vần là Thay Noi) 
(tiếng Thái: อักษรไทน้อย, phát âm tiếng Thái: [Ặc-xỏn Thay Nòi]) hoặc chữ viết Lao Buhan là một hệ thống chữ Brahmic đã được sử dụng trong lịch sử ở Lào và Isan   từ khoảng năm 1500 sau Công nguyên. Chữ viết Lào đương đại là hậu duệ trực tiếp và đã bảo tồn các hình dạng chữ cái cơ bản.
Chữ viết Tai Noi/Lào và chữ viết Thái Lan bắt nguồn từ một hệ thống chữ viết Tai của tổ tiên phổ biến ở vùng ngày nay là miền bắc Thái Lan, là một bản chuyển thể của chữ Khmer, được làm tròn bởi ảnh hưởng của chữ Mon , tất cả đều là hậu duệ của chữ Pallava của miền nam Ấn Độ.  Chữ viết Fak Kham đại diện cho nguyên mẫu của hệ thống chữ Tai Noi, được phát triển ở Lan Xang . Những ví dụ thực sự đầu tiên về các chữ khắc ở Tai Noi được cung cấp bởi một tấm bia được tìm thấy ở Thakhek, có niên đại năm 1497. 
. 

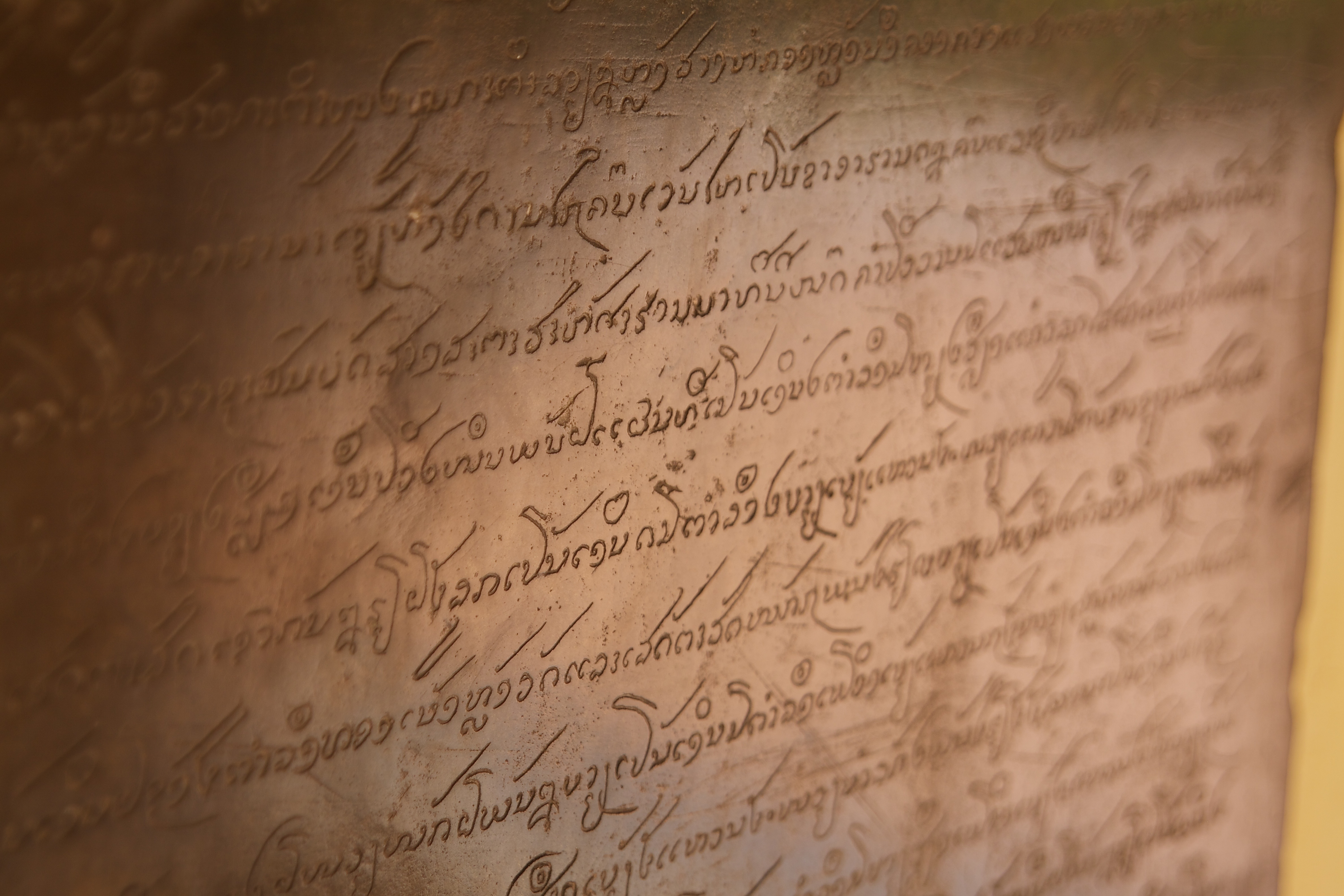
Dòng chữ bằng tiếng Lao Buhan ghi lại quá trình xây dựng Wat Sisa Ket, Viêng Chăn. Hoàn thành năm 1824

Thế kỷ 16 chứng kiến sự hình thành của nhiều dấu ấn của ngôn ngữ Lào đương đại. Người viết đã từ bỏ việc sử dụng chữ viết Khmer hoặc Lào được viết bằng bảng chữ cái Khmer, sử dụng một dạng chữ thảo đơn giản, ngày nay được gọi là Tai Noi. Sự truyền bá của Phật giáo Nguyên thủy đã truyền bá khả năng đọc viết, khi các nhà sư làm giáo viên, dạy đọc và viết cũng như các kỹ năng cơ bản khác cho các trai làng, và chữ Tai Noi là chữ viết thế tục được sử dụng cho thư từ cá nhân, ghi chép sổ sách và bảng chỉ dẫn, cũng như để ghi lại các truyện thơ ngắn và truyền thống. Bằng chứng sớm nhất về chữ viết ở khu vực ngày nay là Thái Lan là một bản khắc tại Prathat Si Bunrueang ở Nong Bua Lamphu có niên đại đến năm 1510, và bằng chứng về chữ viết cuối cùng có niên đại 1840 sau Công nguyên, mặc dù số lượng lớn các văn bản đã bị phá hủy hoặc chỉ còn tồn tại trong nhiệt và độ ẩm. Các ngôi đền được xây dựng ở nơi mà ngày nay là Isản vẫn có chữ Tai Noi trên các bức tranh tường của nó và mặc dù Xiêm La sẽ can thiệp vào một số vấn đề, việc quản lý hàng ngày vẫn được giao cho các vị vua còn lại và nhiều hoàng tử Lào từng là thống đốc của mueang lớn hơn .

## Khái quát
Sau khi thống nhất các công quốc Lào (meuang) vào thế kỷ 14, các vua Lan Xang đã ủy thác các học giả của họ tạo ra một bộ chữ mới để viết tiếng Lào. Các học giả có thể đã mô hình hóa bảng chữ Khmer cổ, bản thân nó dựa trên chữ Môn .
Bảng chữ cái có nguồn gốc Ấn Độ, bao gồm 27 phụ âm (ພະຍັນຊະນະ; IPA: pʰāɲánsānā), 7 chữ ghép phụ âm (ພະຍັນຊະນະປະສົມ; IPA: pʰāɲánsānā pá sǒm), 33 nguyên âm (ສະຫລະ; IPA: sálā) (một số dựa trên sự kết hợp của các ký hiệu), và 4 dấu giọng (ວັນນະຍຸດ; IPA: ván nā ɲūt) .
Bảng chữ cái Lào rất tương tự với bảng chữ cái Thái, do có cùng nguồn gốc. Tuy nhiên chữ Lào có ít ký tự hơn và được viết với dáng điệu cong hơn chữ Thái.
Một phiên bản chữ Lào cũ hiện được người dân tộc Lào ở vùng Isan Thái Lan từ trước khi Isan được nhập vào vương quốc Xiêm. Việc sử dụng bản này đã bị cấm, và năm 1871 có được bổ sung từ chữ cái Thái. Tuy nhiên, khu vực này vẫn còn tách rời về văn hóa và chính trị, đến khi chiến dịch của chính phủ tạo hội nhập hơn nữa vào nhà nước Thái Lan (Thaification), được áp đặt trong thế kỷ 20. Ngày nay tiếng nói của vùng này được gọi là tiếng Isan .
Do có sự phức tạp mà lịch sử để lại như vậy, nước CHDCND Lào đưa ra "Quốc tự Lào" là Bảng chữ cái Lào, phân biệt với bảng chữ cái Thái là "Quốc tự Thái" của Vương quốc Thái Lan.

## Bảng chữ cái chi tiết
27 phụ âm của bảng chữ cái Lào được chia thành ba lớp âm — cao (ສູງ[sǔːŋ]), giữa (ກາງ[kaːŋ]) và thấp (ຕ ່ ຳ[tām]) — mà xác định cách phát âm của từ kết hợp với bốn dấu thanh điệu và sự phân biệt giữa các nguyên âm ngắn và dài. Ngoài thanh điệu, có 21 phụ âm riêng biệt xuất hiện trong tiếng Lào. Mỗi chữ cái có một tên âm thanh bắt đầu bằng hoặc có đặc điểm nổi bật của chữ cái, được sử dụng để dạy chữ cái và dùng để phân biệt chúng với các phụ âm đồng âm khác. Chữ cái ອ là một phụ âm rỗng đặc biệt được sử dụng như một mỏ neo bắt buộc cho các nguyên âm, không thể đứng một mình và cũng được dùng như một nguyên âm theo đúng nghĩa của nó.
Chữ cái ຣ (r) là một sự bổ sung tương đối mới cho bảng chữ cái Lào. Nó đã bị loại bỏ như một phần của cuộc cải cách ngôn ngữ vì hầu hết người nói phát âm nó là "l", và có tình trạng mơ hồ trong vài thập kỷ. Một từ điển năm 1999 không bao gồm nó khi liệt kê bảng chữ cái đầy đủ nhưng lại sử dụng nó để đánh vần tên nhiều quốc gia. Một từ điển tổng hợp được xuất bản bởi một quan chức cấp cao trong Bộ Văn hóa Thông tin Lào đã không bao gồm nó. Tuy nhiên, khi từ vựng tiếng Lào bắt đầu kết hợp nhiều tên nước ngoài hơn (chẳng hạn như Châu Âu, Úc và Châu Mỹ), nó đáp ứng nhu cầu và hiện được dạy trong các trường học.  Chữ ຣ cũng có thể được tìm thấy trong Bài 14 (ບົດທີ 14ຮຫຣ) của sách giáo khoa tiếng Lào do chính phủ Lào xuất bản. Nó thường được sử dụng làm phụ âm đầu của một âm tiết, hoặc theo sau một phụ âm đầu, hiếm khi là phụ âm cuối.  Chữ Thái Lan và Lào đều đặt 'may' và 'mai xiêng' trên phụ âm đầu (trên máy tính). Xét thấy cách đặt này khoa học, với lại thanh điệu của một từ lại đi với phụ âm đầu.

### Bảng chữ cái
Bảng dưới đây cho thấy phụ âm tiếng Lào, tên của nó, cách phát âm của nó theo Bảng mẫu tự ngữ âm quốc tế (IPA), cũng như các sơ đồ La tinh hóa khác nhau, chẳng hạn như các hệ thống dựa trên tiếng Pháp được sử dụng bởi cả Ủy ban Địa lý Hoa Kỳ và Anh. Ủy ban thường trực về tên địa lý (BGN / PCGN), hệ thống dựa trên tiếng Anh được Thư viện Quốc hội Hoa Kỳ (LC) sử dụng, Hệ thống Chuyển tự Tiếng Thái Hoàng gia (RTGS) được sử dụng ở Thái Lan, và cuối cùng là tên Unicode của nó. Dấu gạch chéo cho biết cách phát âm ở đầu ghép với cách phát âm của nó ở cuối một âm tiết.
| Ký tự | Tên và ý nghĩa          | Tên và ý nghĩa                               | Phụ âm đầu | Phụ âm đầu | Phụ âm đầu | Phụ âm đầu | Phụ âm cuối | Phụ âm cuối | Phụ âm cuối | Phụ âm cuối | Unicode  | Tổ âm |
| Ký tự | Tên và ý nghĩa          | Tên và ý nghĩa                               | IPA        | BGN/PCGN   | LC         | RTGS       | IPA         | BGN/PCGN    | LC          | RTGS        | Unicode  | Tổ âm |
| ----- | ----------------------- | -------------------------------------------- | ---------- | ---------- | ---------- | ---------- | ----------- | ----------- | ----------- | ----------- | -------- | ----- |
| ກ     | ໄກ່                      | kāi, con gà                                  | /k/        | k          | k          | k          | /k/         | k           | k           | k           | KO       | Trung |
| ຂ     | ໄຂ່                      | kʰāi, quả trứng                              | /kʰ, x/    | kh         | kh         | kh         | –           | –           | –           | –           | KHO SUNG | Cao   |
| ຄ     | ຄວາຍ                    | kʷʰáːj, con trâu                             | /kʰ, x/    | kh         | kh         | kh         | –           | –           | –           | –           | KHO TAM  | Thấp  |
| ງ     | ງົວ or ງູ                 | ŋúə, con bò hoặc ŋúː, con rắn                | /ŋ/        | ng         | ng         | ng         | /ŋ/         | ng          | ng          | ng          | NGO      | Thấp  |
| ຈ     | ຈອກ or ຈົວ               | tɕɔ̏ːk, cái cốc hoặc cuaː chú tiểu (đạo Phật) | /tɕ/       | ch         | ch         | ch         | –           | –           | –           | –           | CO       | Trung |
| ສ     | ເສືອ                     | sɯ̌ːə, con hổ                                 | /s/        | s          | s          | s          | –           | –           | –           | –           | SO SUNG  | Cao   |
| ຊ     | ຊ້າງ                     | sâːŋ, con voi                                | /s/        | x          | s          | s          | –           | –           | –           | –           | SO TAM   | Thấp  |
| ຍ     | ຍຸງ                      | ɲúŋ, Con muỗi                                | /ɲ/        | gn         | ny         | y          | /j/         | j           | j           | j           | NYO      | Thấp  |
| ດ     | ເດັກ                     | dék, trẻ em                                  | /d/        | d          | d          | d          | /t/         | t           | t           | t           | DO       | Trung |
| ຕ     | ຕາ                      | tàː, mắt                                     | /t/        | t          | t          | t          | –           | –           | –           | –           | TO       | Trung |
| ຖ     | ຖົງ                      | tʰǒŋ, cái túi, giỏ                           | /tʰ/       | th         | th         | th         | –           | –           | –           | –           | THO SUNG | Cao   |
| ທ     | ທຸງ                      | tʰúŋ, lá cờ                                  | /tʰ/       | th         | th         | th         | –           | –           | –           | –           | THO TAM  | Cao   |
| ນ     | ນົກ                      | nōk, con chim                                | /n/        | n          | n          | n          | /n/         | ne          | n           | n           | NO       | Thấp  |
| ບ     | ແບ້                      | bɛ̑ː, con dê                                  | /b/        | b          | b          | b          | /p/         | p           | p           | p           | BO       | Trung |
| ປ     | ປາ                      | paː, con cá                                  | /p/        | p          | p          | p          | –           | –           | –           | –           | PO       | Trung |
| ຜ     | ເຜິ້ງ                     | pʰɤ̏ŋ, con ong                                | /pʰ/       | ph         | ph         | ph         | –           | –           | –           | –           | PHO SUNG | Cao   |
| ຝ     | ຝົນ                      | fǒn, cơn mưa                                 | /f/        | f          | f          | f          | –           | –           | –           | –           | FO TAM   | Cao   |
| ພ     | ພູ                       | pʰúː, ngọn núi                               | /pʰ/       | ph         | ph         | ph         | –           | –           | –           | –           | PHO TAM  | Thấp  |
| ຟ     | ໄຟ                      | fáj, ngọn lửa                                | /f/        | f          | f          | f          | –           | –           | –           | –           | FO SUNG  | Thấp  |
| ມ     | ແມວ                     | mɛ́ːw, con mèo                                | /m/        | m          | m          | m          | /m/         | m           | m           | m           | MO       | Thấp  |
| ຢ     | ຢາ                      | jaː, thuốc                                   | /j/        | y          | y          | y          | –           | –           | –           | –           | YO       | Trung |
| ຣ     | ຣົຖ (ລົດ) hay ຣະຄັງ (ລະຄັງ) | rōt (lōt), cái xe hay rākʰáŋ, cái chuông     | /r/, /l/   | r          | r          | r          | /n/         | ne          | n           | n           | LO LING  | Low   |
| ລ     | ລີງ                      | líːŋ, con khỉ                                | /l/        | l          | l          | l          | –           | –           | –           | –           | LO LOOT  | Thấp  |
| ວ     | ວີ                       | víː, cái quạt                                | /ʋ/, /w/   | v          | v, w       | v, w       | w           | v           | w           | w           | WO       | Thấp  |
| ຫ     | ຫ່ານ                     | hāːn, con ngỗng                              | /h/        | h          | h          | h          | –           | –           | –           | –           | HO SUNG  | Cao   |
| ອ     | ໂອ hay ອື່ງ               | ʔòː, cái bát/tô                              | /ʔ/        | –          | –          | –          | –           | –           | –           | –           | O        | Trung |
| ຮ     | ເຮືອນ hay ເຮືອ            | hɯ́ːən ngôi nhà, hoặc hɨ́aː, cái thuyền        | /h/        | h          | h          | h          | –           | –           | –           | –           | HO TAM   | Thấp  |

### Phụ âm lỗi thời
Các chữ cái phụ âm dưới đây đã lỗi thời, do cải cách chính tả. Các ký tự cho các chữ cái lỗi thời này được thêm vào trong các phiên bản Unicode sau này. Để biết thêm chi tiết, hãy xem các phần của trang chữ viết tiếng Thái để biết bảng chữ cái và cách sử dụng cho tiếng Phạn và tiếng Pali.

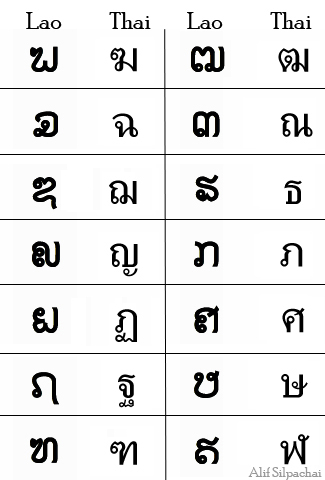
Những chữ cái tiếng Lào nay đã lỗi thời này từng được dùng để đánh vần các từ bắt nguồn từ tiếng Pali và tiếng Phạn, nhưng đã bị loại bỏ, làm giảm lượng phụ âm và sự giống nhau của đánh vần giữa tiếng Thái và tiếng Lào.

| Letter | Unicode      | Similar Thai Letter |
| ------ | ------------ | ------------------- |
| ຆ      | PALI GHA     | ฆ                   |
| ຉ      | PALI CHA     | ฉ                   |
| ຌ      | PALI JHA     | ฌ                   |
| ຎ      | PALI NYA     | ญ                   |
| ຏ      | PALI TTA     | ฎฏ                  |
| ຐ      | PALI TTHA    | ฐ                   |
| ຑ      | PALI DDA     | ฑ                   |
| ຒ      | PALI DDHA    | ฒ                   |
| ຓ      | PALI NNA     | ณ                   |
| ຘ      | PALI DHA     | ธ                   |
| ຠ      | PALI BHA     | ภ                   |
| ຨ      | SANSKRIT SHA | ศ                   |
| ຩ      | SANSKRIT SSA | ษ                   |
| ຬ      | PALI LLA     | ฬ                   |

### Nguyên âm
Nguyên âm Lào gồm có 28 nguyên âm, được chia thành 12 cặp nguyên âm ngắn và dài và 4 nguyên âm đặc biệt như sau: 12 nguyên âm ngắn (xະ, xິ, xຶ, xຸ, ເxະ, ແxະ, ໂxະ, ເxາະ, ເxິ, ເxັຍ, ເxຶອ , xົວະ), 12 nguyên âm dài (xາ, xີ, xື, xູ, ເx, ແx, ໂx, xໍ, ເxີ, ເxຍ, ເxືອ, xົວ) và 4 nguyên âm đặc biệt (ໄx, ໃx, ເxົາ, xຳ).Do đó, ta thấy nguyên âm Lào có thể đứng trước, sau, trên, dưới và xung quanh phụ âm. Do đó ta phải viết theo thứ tự của nó, kí hiệu "x" thay cho phụ âm.
Nguyên âm Lào có thể đứng ở tám vị trí như sau:
- Các nguyên âm đứng ở trước: ເx, ແx, ໂx; ໄx, ໃx
Các nguyên âm đứng ở sau: xະ, xາ
- Các nguyên âm đứng ở trên: xິ, xີ, xຶ, xື, xໍ
- Các nguyên âm đứng ở dưới: xຸ, xູ
- Các nguyên âm đứng ở trước và sau: ເxະ, ແxະ, ໂxະ, ເxາະ, ເxຍ
- Các nguyên âm đứng ở trước và trên: ເxິ, ເxີ
- Các nguyên âm đứng ở trước, trên và sau (hay còn gọi là xung quanh): ເxັຍ, ເxຶອ, ເxືອ, ເxົາ
- Các nguyên âm đứng ở trên và sau: xົວະ, xົວ, xຳ
Dựa vào sự tương đồng của một số âm tố tạo thành nguyên âm Lào, nói chung ta chỉ cần tập viết 14 âm tố sau:
xະ (xະ, ເxະ, ແxະ, ໂxະ, ເxາະ, xົວະ).
xາ (xາ, ເxາະ, ເxົາ, xຳ ).
xິ (xິ).
xີ (xີ).
dấu chấm như tiếng Việt trong  (xຶ, xື).
xຸ (viết như cái râu trong chữ "ơ").
xູ (viết như chữ "ບ" bị ép lại).
ເx  (ເxະ, ເx, ແxະ, ແx, ເxາະ, ເxິ, ເxີ, ເxັຍ, ເxຍ, ເxຶອ, ເxືອ, ເxົາ).
ໂx  (ໂxະ, ໂx).
xໍ (xໍ). dễ viết như chữ o nhỏ trong tiếng Việt.
xັ (ເxັຍ). Đọc là mảy căn, viết như dấu móc trong chữ ă trong tiếng Việt.
xົ (xົວະ, xົວ, ເxົາ). Đọc là mảy công, viết lật ngược lại của mảy căn,
ໄx (ໄx).
ໃx (ໃx).
Các âm tố để cấu tạo nên 28 nguyên âm Lào có những âm tố trùng nhau trên các nguyên âm đó, ta rút ra được 14 âm tố khác nhau cần phải tập viết, đó là: xະ, xາ, xິ, xີ, dấu chấm, xຸ, xູ, ເx, ໂx, xໍ, xັ, xົ, ໄx, ໃx.

#### Nguyên âm ngắn và dài
| Nguyên âm ngắn | Nguyên âm ngắn | Nguyên âm ngắn | Nguyên âm ngắn | Nguyên âm ngắn | Nguyên âm ngắn | Nguyên âm ngắn |       | Nguyên âm dài | Nguyên âm dài | Nguyên âm dài | Nguyên âm dài | Nguyên âm dài | Nguyên âm dài | Nguyên âm dài |
| Ký tự          | Ký tự          | IPA            | BGN/PCGN       | LC             | RTGS           | Unicode        | Ký tự | Ký tự         | IPA           | BGN/PCGN      | LC            | RTGS          | Unicode       |               |
| Cuối           | Trung gian     | IPA            | BGN/PCGN       | LC             | RTGS           | Unicode        | Cuối  | Trung gian    | IPA           | BGN/PCGN      | LC            | RTGS          | Unicode       |               |
| -------------- | -------------- | -------------- | -------------- | -------------- | -------------- | -------------- | ----- | ------------- | ------------- | ------------- | ------------- | ------------- | ------------- | ------------- |
| ◌ະ             | ◌ັ◌             | /aʔ/, /a/      | a              | a              | a              | a              | ◌າ    | ◌າ            | /aː /         | a             | ā             | a             | aa            |               |
| ◌ິ              | ◌ິ              | /i/            | i              | i              | i              | i              | ◌ີ     | ◌ີ             | /iː/          | i             | ī             | i             | ii            |               |
| ◌ຶ              | ◌ຶ              | /ɯ/            | u              | ư              | ue             | y              | ◌ື     | ◌ື             | /ɯː/          | u             | ư̄             | ue            | yy            |               |
| ◌ຸ              | ◌ຸ              | /u/            | ou             | u              | u              | u              | ◌ູ     | ◌ູ             | /uː/          | ou            | ū             | u             | uu            |               |
| ເ◌ະ            | ເ◌ັ◌            | /eʔ/, /e/      | é              | e              | e              |                | ເ◌    | ເ◌            | /eː/          | é             | ē             | e             | e             |               |
| ແ◌ະ            | ແ◌ັ◌            | /ɛʔ/, /ɛ/      | è              | æ              | ae             |                | ແ◌    | ແ◌            | /ɛː/          | è             | ǣ             | ae            | ei            |               |
| ໂ◌ະ            | ◌ົ◌             | /oʔ/, /o/      | ô              | o              | o              |                | ໂ◌    | ໂ◌            | /oː/          | ô             | ō             | o             | o             |               |
| ເ◌າະ           | ◌ັອ◌            | /ɔʔ/, /ɔ/      | o              | ǫ              | o              |                | ◌ໍ     | ◌ອ◌           | /ɔː/          | o             | ǭ             | o             |               |               |
| ເ◌ິ             | ເ◌ິ             | /ɤ/            | eu             | œ              | oe             |                | ເ◌ີ    | ເ◌ີ            | /ɤː/          | eu            | œ̄             | oe            |               |               |
| ເ◌ັຍ            | ◌ັຽ◌            | /iə/           | ia             | ia             | ia             |                | ເ◌ຍ   | ◌ຽ◌           | /iːə/         | ia            | īa            | ia            |               |               |
| ເ◌ຶອ            | ເ◌ຶອ            | /ɯə/           | ua             | ưa             | uea            |                | ເ◌ືອ   | ເ◌ືອ           | /ɯːə/         | ua            | ư̄a            | uea           |               |               |
| ◌ົວະ            | ◌ັວ◌            | /uə/           | oua            | ua             | ua             |                | ◌ົວ    | ◌ວ◌           | /uːə/         | oua           | ūa            | ua            |               |               |

#### Nguyên âm đặc biệt
| Ký tự   | IPA  | BGN/PCGN | LC | RTGS | Unicode    | Từ cũ thay thế |
| ------- | ---- | -------- | -- | ---- | ---------- | -------------- |
| ໄ◌, ໃ◌* | /aj/ | ai       | ai | ai   | ai hoặc ay | ◌ັຍ             |
| ເ◌ົາ     | /aw/ | ao       | ao | ao   |            |                |
| ◌ໍາ      | /am/ | am       | am | am   |            | ◌ັມ             |

* Trong phương ngữ miền Bắc (Luang Prabang) của Lào, ໃ ◌ được phát âm là [aɰ] (tương đương âm "aư" trong tiếng Thái Đen Việt Nam và tiếng Shan)  chứ không phải là [aj] ("ay"); tương tự, trong phương ngữ Đông Bắc (Huaphanh), ໃ ◌ được phát âm là /ɯ/ (đọc là "ơ").
Như trong chữ viết tiếng Thái, ký tự [◌ ະ] được sử dụng để biểu thị một dấu chấm câu sau một nguyên âm.

## Thanh điệu tiếng Lào
Trong tiếng Lào cũng giống như tiếng của các nhóm sắc tộc Thái luôn có 5 thanh điệu tương đương với 5 thanh điệu của tiếng Việt, tuy nhiên có một thanh điệu được gọi là luyến lên - luyến xuống lại được biến đổi tùy từng trường hợp sử dụng phù hợp với ngữ cảnh và sắc thái biểu cảm để có lúc thì phát âm như thanh sắc nhưng cũng có khi lại được phát âm như thanh nặng của tiếng Việt tạo ra sự huyền diệu của tiếng Lào và tiếng Thái nói chung.
Ngữ điệu tiếng Lào được quy định bởi năm thanh điệu mà  người Lào gọi là "xiêng xả-man", "xiêng ệk", "xiêng thô", "xiêng ti" và "xiêng chặt-ta-va" như dưới đây:
- Thanh cao (thanh sắc) được tạo bởi "xiêng ti" và được viết là " ໊" như trong từ ກ໊າ và được phát âm là "cá"
- Thanh thấp (thanh huyền) được tạo bởi "xiêng ệk" và được viết là ' ่' tức là một dấu nháy như thanh sắc tiếng Việt ở phía trên, ví dụ trong từ ກ່າ được phát âm là "cà".
- Thanh bằng (thanh không hay thanh bằng) đọc là "xiêng xả-man" nghĩa là không có dấu gì ở trên hoặc dưới như từ ກາ này được phát âm là "ca".
- Thanh luyến lên (thanh hỏi) được tạo bởi "xiêng chặt-ta-va" và được viết là " ๋" tức là một dấu cộng ở phía trên đầu như từ ກ໋າ và được phát âm là "cả".
- Thanh luyến xuống (thanh nặng) được gọi là "mạy thô" và được viết là " ้" (gần giống như dấu ngã của tiếng Việt nhưng có móc tròn ở đầu) phía trên nhưng nó phát âm gần giống thanh nặng trong tiếng Việt như từ này ກ້າ và được phát âm là "cạ".
Riêng "thanh luyến xuống" (hay còn gọi là "thanh lên - xuốngkhoóng ại) hoặc "độc" = "đôộc", "đọc" = "đoọc"... Bộ âm tiếng Lào và Thái cũng không phát âm được các đồng âm "â" mà chỉ phát âm được "ơ", ví dụ "tây" = "tơi", "ấm" = "ớm". Đặc biệt là tiếng Lào không có chữ cái nào tương đương với "r" nên các từ của Việt Nam có chữ cái "r" đứng đầu khi phiên âm qua tiếng Lào sẽ bị đổi sang "L" (chữ ລ) nhưng rất ít khi được dùng. Còn đối với âm "y" (tức là ຍ) thường vẫn hay bị đọc thành "ny" (đọc theo phiên âm tiếng Việt là "nh", tương tự tiếng Thái Đen vùng Tây Bắc Việt Nam).

## Unicode
Bảng chữ Lào có mã unicode là dải 0E80–0EFF .
| Bảng Unicode chữ Lào Official Unicode Consortium code chart Version 13.0 |   |   |   |   |   |   |   |   |   |   |   |   |   |   |   |   |
|                                                                          | 0 | 1 | 2 | 3 | 4 | 5 | 6 | 7 | 8 | 9 | A | B | C | D | E | F |
| U+0E8x                                                                   |   | ກ | ຂ |   | ຄ |   | ຆ | ງ | ຈ | ຉ | ຊ |   | ຌ | ຍ | ຎ | ຏ |
| U+0E9x                                                                   | ຐ | ຑ | ຒ | ຓ | ດ | ຕ | ຖ | ທ | ຘ | ນ | ບ | ປ | ຜ | ຝ | ພ | ຟ |
| U+0EAx                                                                   | ຠ | ມ | ຢ | ຣ |   | ລ |   | ວ | ຨ | ຩ | ສ | ຫ | ຬ | ອ | ຮ | ຯ |
| U+0EBx                                                                   | ະ | ັ  | າ | ຳ | ິ  | ີ  | ຶ  | ື  | ຸ  | ູ  | ຺  | ົ  | ຼ  | ຽ |   |   |
| U+0ECx                                                                   | ເ | ແ | ໂ | ໃ | ໄ |   | ໆ |   | ່  | ້  | ໊  | ໋  | ໌  | ໍ  |   |   |
| U+0EDx                                                                   | ໐ | ໑ | ໒ | ໓ | ໔ | ໕ | ໖ | ໗ | ໘ | ໙ |   |   | ໜ | ໝ | ໞ | ໟ |
| U+0EEx                                                                   |   |   |   |   |   |   |   |   |   |   |   |   |   |   |   |   |
| U+0EFx                                                                   |   |   |   |   |   |   |   |   |   |   |   |   |   |   |   |   |